# 69. ročník udílení Oscarů
69. ročník udílení Oscarů proběhl 24. března 1997 v Shrine Auditorium, (Los Angeles) a udílel ocenění pro nejlepší filmařské počiny roku 1996. Udílely se ceny ve 24 kategoriích a producentem byl Gil Cates († 2011). Večer moderoval Billy Crystal.

## Nominace a vítězové
Vítězové v dané kategorii jsou uvedeni tučně.
| Nejlepší film | Nejlepší režie |
| --- | --- |
| Anglický pacient - Fargo - Jerry Maguire - Tajnosti a lži - Záře | Anthony Minghella – Anglický pacient - Joel Coen – Fargo - Miloš Forman – Lid versus Larry Flynt - Mike Leigh – Tajnosti a lži - Scott Hicks – Záře |
| Nejlepší herec | Nejlepší herečka |
| Geoffrey Rush jako David Helfgott – Záře - Tom Cruise jako Jerry Maguire – Jerry Maguire - Ralph Fiennes jako László Almásy – Anglický pacient - Woody Harrelson jako Larry Flynt – Lid versus Larry Flynt - Billy Bob Thornton jako Karl Childers – Smrtící bumerang | Frances McDormandová jako Marge Gunderson – Fargo - Brenda Blethyn jako Cynthia Rose Purley – Tajnosti a lži - Diane Keatonová jako Bessie – Marvinův pokoj - Kristin Scott Thomas jako Katharine Clifton – Anglický pacient - Emily Watson jako Bess McNeill – Prolomit vlny                          |
| Nejlepší herec ve vedlejší roli | Nejlepší herečka ve vedlejší roli |
| Cuba Gooding Jr. jako Rod Tidwell – Jerry Maguire - William H. Macy jako Jerry Lundegaard – Fargo - Armin Mueller-Stahl jako Peter Helfgott – Záře - Edward Norton jako Aaron Stampler – Prvotní strach - James Woods jako Byron De La Beckwith – Duch minulosti | Juliette Binoche jako Hana – Anglický pacient - Joan Allen jako Elizabeth Proctor – Čarodějky ze Salemu - Lauren Bacall jako Hannah Morgan – Dvě tváře lásky - Barbara Hershey jako madam Serena Merle – Portrét dámy - Marianne Jean-Baptiste jako Hortense Cumberbatch – Tajnosti a lži              |
| Nejlepší původní scénář | Nejlepší adaptovaný scénář |
| Fargo – Ethan Coen a Joel Coen - Jerry Maguire – Cameron Crowe - Osamělá hvězda – John Sayles - Tajnosti a lži – Mike Leigh - Záře – Jan Sardi a Scott Hicks | Smrtící bumerang – Billy Bob Thornton - Čarodějky ze Salemu – Arthur Miller - Anglický pacient – Anthony Minghella - Hamlet – Kenneth Branagh - Trainspotting – John Hodge |
| Nejlepší cizojazyčný film | Nejlepší dokument |
| Kolja (Česko) – Jan Svěrák - Kavkazský zajatec (Rusko) – Sergei Bodrov - Tisíc a jeden recept zamilovaného kuchaře (Gruzie) – Nana Jorjadze - Nevinné krutosti (Francie) – Patrice Leconte - Druhá tvář neděle (Norsko) – Berit Nesheim | Muhammad Ali: Na vrcholu – Leon Gast a David Sonenberg - The Line King: The Al Hirschfeld Story – Susan W. Dryfoos - Mandela – Jo Menell a Angus Gibson - Suzanne Farrell: Elusive Muse – Anne Belle a Deborah Dickson - Tell the Truth and Run: George Seldes and the American Press – Rick Goldsmith |
| Nejlepší krátký dokument | Nejlepší krátký hraný film |
| Breathing Lessons: The Life and Work of Mark O'Brien – Jessica Yu - Cosmic Voyage – Jeffrey Marvin a Bayley Silleck - An Essay on Matisse – Perry Wolff - Special Effects: Anything Can Happen – Susanne Simpson a Ben Burtt - Divoká banda: Filmové album – Paul Seydor a Nick Redman | Dear Diary – David Frankel a Barry Jossen - De tripas, corazón – Antonio Urrutia - Ernst & lyset – Kim Magnusson a Anders Thomas Jensen - Esposados – Juan Carlos Fresnadillo - Senza parole – Bernadette Carranza a Antonello De Leo                                                                  |
| Nejlepší krátký animovaný film | Nejlepší vizuální efekty |
| Quest – Tyron Montgomery a Thomas Stellmach - Canhead – Timothy Hittle - La Salla – Richard Condie - Wat's Pig – Peter Lord | Den nezávislosti – Volker Engel, Douglas Smith, Clay Pinney a Joe Viskocil - Dračí srdce – Scott Squires, Phil Tippett, James Straus a Kit West - Twister – Stefen Fangmeier, John Frazier, Habib Zargarpour and Henry La Bounta                                                                       |
| Nejlepší píseň | Nejlepší zvukové efekty |
| „You Must Love Me“ – Andrew Lloyd Webber a Tim Rice – Evita - „I Finally Found Someone“ – Barbra Streisand, Marvin Hamlisch, Bryan Adams a Robert John Lange – Dvě tváře lásky - „For the First Time“ – James Newton Howard, Jud J. Friedman a Allan Dennis Rich – Báječný den - „That Thing You Do!“ – Adam Schlesinger – To je náš hit! - „Because You Loved Me“ – Diane Warren – Intimní detaily | Lovci lvů – Bruce Stambler - Denní světlo – Richard L. Anderson a David A. Whittaker - Likvidátor – Alan Robert Murray a Bub Asman |
| Nejlepší zvuk | Nejlepší výprava |
| Anglický pacient – Walter Murch, Mark Berger, David Parker a Chris Newman - Evita – Andy Nelson, Anna Behlmer a Ken Weston - Den nezávislosti – Chris Carpenter, Bill W. Benton, Bob Beemer and Jeff Wexler - Skála – Kevin O'Connell, Greg P. Russell a Keith A. Wester - Twister – Steve Maslow, Gregg Landaker, Kevin O'Connell a Geoffrey Patterson                                             | Anglický pacient – Stuart Craig a Stephenie McMillan - Ptačí klec – Bo Welch a Cheryl Carasik - Evita – Brian Morris a Philippe Turlure - Hamlet – Tim Harvey - Romeo a Julie – Catherine Martin a Brigitte Broch                                                                                      |
| Nejlepší kamera | Nejlepší střih |
| Anglický pacient – John Seale - Evita – Darius Khondji - Fargo – Roger Deakins - Cesta domů – Caleb Deschanel - Michael Collins – Chris Menges | Anglický pacient – Walter Murch - Evita – Gerry Hambling - Fargo – Roderick Jaynes - Jerry Maguire – Joe Hutshing - Záře – Pip Karmel |
| Nejlepší masky | Nejlepší kostýmy |
| Zamilovaný profesor – Rick Baker a David LeRoy Anderson - Duch minulosti – Matthew W. Mungle a Deborah La Mia Denaver - Star Trek: První kontrakt – Michael Westmore, Scott Wheeler a Jake Garber | Anglický pacient – Ann Roth - Andělé a hmyz – Paul Brown - Hamlet – Alexandra Byrne - Emma – Ruth Myers - Portrét dámy – Janet Patterson |
| Nejlepší hudba – drama | Nejlepší hudba – komedie |
| Anglický pacient – Gabriel Yared - Hamlet – Patrick Doyle - Michael Collins – Elliot Goldenthal - Záře – David Hirschfelder - Spáči – John Williams | Emma – Rachel Portman - Klub odložených žen – Marc Shaiman - Zvoník u Matky Boží – Alan Menken a Stephen Schwartz - Jakub a obří broskev – Randy Newman - Kazatelova žena – Hans Zimmer |